# Pedro Sbalchiero Neto
Pedro Sbalchiero Neto (ur. 14 grudnia 1953 w Sananduva, zm. 3 lipca 2007) – brazylijski duchowny katolicki, biskup Vacarii w latach 2003-2007.

## Życiorys
Święcenia kapłańskie przyjął 4 lutego 1980 w zgromadzeniu księży saletynów. Pełnił przede wszystkim funkcje duszpasterskie w saletyńskich parafiach. W 2000 powierzono mu urząd wikariusza brazylijskiej prowincji zgromadzenia.
8 stycznia 2003 papież Jan Paweł II mianował go biskupem koadiutoren Vacarii. Sakry biskupiej udzielił mu 5 kwietnia tegoż roku kard. Cláudio Hummes. 12 listopada 2003 objął rządy w diecezji.
Zmarł 3 lipca 2007.